# Femicida
Femicida je označení pro vraždu ženy, spáchanou kvůli jejímu pohlaví. Jedná se o nejzávažnější formu ženské diskriminace. Tomuto genderově motivovanému zločinu zpravidla předchází dlouhodobé výhrůžky, zastrašování, domácí či sexuální násilí apod. Většinu vražd páchají současní či bývalí partneři obětí – typickým motivem je fakt, že od nich žena odešla nebo chce odejít. Méně častým je pachatel bez partnerského vztahu k oběti (například cizí muž, otec zavražděné dcery či syn zavražděné matky). Femicida může mít například podobu vraždy ze cti, zabití z kulturních důvodů (typicky kvůli odlišné sexuální orientaci oběti) či cíleného zabíjení žen v ozbrojených konfliktech. Je rozšířena v zemích třetího světa, ale také ve vyspělých zemích Západu, včetně České republiky.

## Historie pojmu a jeho společenská reflexe
Pojem femicidy se rozšířil od 70. let 20. století díky feministickým hnutím, které se tak snažily bojovat proti násilí na ženách; k jeho nejvýraznějším popularizátorkám patřila feministická autorka a aktivistka Diana E. H. Russellová, která je také tvůrkyní jedné z nejcitovanějších definic femicidy: „zabíjení žen, protože jsou ženy“. V roce 1976 byl termín použit na Mezinárodní konferenci o násilí na ženách, konané v Bruselu. Posléze bylo vytvořeno několik dalších významných definic femicidy.
V roce 2012 OSN přijala Vídeňskou deklaraci o femicidě. Veřejné a mediální povědomí o femicidě v řadě zemí (například USA, Francie, Itálie) nicméně vzrostlo teprve v nedávné době – v některých případech až poté, co se tématem začaly zabývat feministické organizace a část veřejnosti začala vyjadřovat svůj odpor na veřejných demonstracích. V oblasti Latinské Ameriky byl pojem rozšířen díky aktivitám mexické aktivistky a političky Marcely Lagardeové.
V Česku zůstává povědomí o femicidě nízké. Tématu se věnuje například nezisková organizace ROSA, v roce 2020 zpravodajský server Seznam Zprávy připravil sérii článků a rozhovorů v rámci svého osvětového projektu Říkej tomu femicida.

## Femicida v Česku a ve světě
Česká policie tento druh vraždy samostatně neeviduje, femicidy jsou řazeny do kategorie vražd motivovaných osobními vztahy. Počet případů lze tedy jen hrubě odhadnout, a to na několik desítek případů ročně. V období přibližně od roku 2000 do roku 2020 lze v České republice identifikovat necelých 200 případů, které spadají do definice femicidy. K mediálně známým případům, které lze tímto způsobem klasifikovat, patří například žhářský útok v Bohumíně v roce 2020, při němž nakonec zemřelo 11 osob.
Mimořádně velký počet femicid se odehrává v latinskoamerických zemích, zejména v Mexiku, které oficiálně eviduje téměř 1000 případů ročně. Fenomén je rozšířený také v Turecku, kde se v roce 2020 odehrálo necelých 300 případů. Ze zemí Evropské unie dosahují vysokého počtu femicid Německo (147 případů v roce 2018), Velká Británie (139), Francie (121), Itálie (115) a Maďarsko (77). Počet případů ve Francii přitom prudce stoupá (v roce 2019 už 146 obětí).